# Negu Gorriak
Negu Gorriak (Ierni Aspre sau Ierni Roșii) a fost o formație bască de rock alternativ, punk rock și hip hop fondată în 1990 de frații Muguruza după părăsi Kortatu.